# Rodrigo Ābols
Rodrigo Ābols (ur. 5 stycznia 1996 w Rydze) – łotewski hokeista, reprezentant Łotwy, olimpijczyk.
Jego ojciec Artis (ur. 1973) także został hokeistą.

## Kariera
- SK Riga 18 (2011–2012)
- SK Riga 17 (2012–2013)
- HK Rīga (2013–2015)
- Dinamo Juniors Ryga (2013–2014)
- Dinamo Ryga (2014–2015)
- Portland Winterhawks (2015–2016)
- Acadie-Bathurst Titan (2016–2017)
- Örebro HK (2017–2019)
  -  BIK Karlskoga (2018)
- Springfield Thunderbirds (2019/2020)
- Greenville Swamp Rabbits (2019/2020)
- Örebro HK (2020–)

Wychowanek klubu HK Prizma Ryga. Karierę rozwijał w zespole SK Ryga. W KHL Junior Draft w 2013 został wybrany przez Dinamo Ryga (runda 5, numer 143). Od 2013 do 2015 przez dwa sezony grał w zespole HK Ryga w ramach rosyjskich juniorskich rozgrywek Mołodiożnaja Chokkiejnaja Liga sezonów 2013/2014 i 2014/2015. Ponadto w wieku niespełna 18 lat występował w seniorskiej drużynie Dinama Ryga w rosyjskich elitarnych rozgrywkach KHL edycji 2014/2015. W 2015 został wybrany w drafcie do kanadyjskich rozgrywek juniorskich CHL przez amerykański klub Portland Winterhawks z numerem 50 w pierwszej rundzie i pod koniec lipca 2015 został zawodnikiem tego zespołu, występującego w juniorskiej lidze WHL w ramach CHL. W drafcie NHL z 2016 został wybrany przez Vancouver Canucks (runda 7, numer 184). Od października 2016 zawodnik drużyny Acadie-Bathurst Titan z ligi QMJHL także w ramach CHL. Od czerwca 2017 zawodnik Örebro HK. Od początku stycznia 2018 wypożyczony do BIK Karlskoga. Sezon SHL 2018/2019 znów zagrał jako zawodnik Örebro, w lutym 2019 przedłużył kontrakt z tym klubem o dwa lata. W maju 2019 podpisał z klubem Florida Panthers dwuletni kontrakt wstępujący do rozgrywek NHL. W sezonie 2019/2020 występował jednak w zespołach farmerskich tj. w AHL i Greenville Swamp Rabbits w ECHL. Latem 2020 został wypożyczony z powrotem do Örebro.
W barwach juniorskich reprezentacji Łotwy uczestniczył w turniejach mistrzostw świata do lat 18 w 2014 (Dywizja I), mistrzostw świata do lat 20 w 2014 (Dywizja I), 2015, 2016 (Dywizja I). W reprezentacji seniorskiej uczestniczył w turniejach mistrzostw świata edycji 2015, 2016, 2018, 2019, 2021, 2022, zimowych igrzysk olimpijskich 2022.

## Sukcesy

### Reprezentacyjne
- Awans do Elity mistrzostw świata do lat 20: 2016

### Indywidualne
- MHL (2014/2015): Mecz Gwiazd MHL
- Mistrzostwa Świata Juniorów w Hokeju na Lodzie 2016/I Dywizja#Grupa A:
  - Trzecie miejsce w klasyfikacji strzelców turnieju: 4 gole[11]
- Svenska hockeyligan (2020/2021)[12]:
  - Szóste miejsce w klasyfikacji strzelców w sezonie zasadniczym: 20 goli
  - Drugie miejsce w klasyfikacji asystentów w fazie play-off: 7 asyst